# Marian Ostafiński
Marian Wiesław Ostafiński, född den 8 december 1946 i Przemyśl, Polen, är en polsk fotbollsspelare som tog OS-guld i fotbollsturneringen vid de olympiska sommarspelen 1972 i München.

## Klubbhistorik
- Stal Stalowa Wola (1967–1969)
- Stal Rzeszów (1969–1972)
- Ruch Chorzów (1972–1977)
- Polonia Bytom (1977–1980)